# 폴 쉐어링
폴 T. 쉐어링(Paul T. Scheuring, 1968년 11월 20일 ~ )은 미국의 각본가이자 영화 감독, 텔레비전 쇼 감독이다. 작품으로는 2003년 영화 디아블로, 텔레비전 드라마 프리즌 브레이크가 포함된다.

## 생애
일리노이주 오로라에서 태어났다.

## 참여 작품
- 크리미널 스쿼드
- 제로 아워 (드라마)
- 엑스페리먼트 (2010년 영화)
- 프리즌 브레이크
- 디아블로 (2003년 영화)